# شیراتاکا
شیراتاکا (به لاتین: Shirataka) یک منطقهٔ مسکونی در ژاپن است که در Nishiokitama District واقع شده‌است. شیراتاکا ۱۵۷٫۷۴ کیلومترمربع مساحت و ۱۴٬۶۳۸ نفر جمعیت دارد.